# Onno Hoes
Onno Hoes (Leiden, 5 juni 1961) is een Nederlands politicus en bestuurder. Hij is lid van de VVD.

## Levensloop

### Achtergrond
Onno Hoes komt uit een gezin met een rooms-katholieke vader en een Joodse moeder. Hij groeide op in de provincie Noord-Brabant en is een oudere broer van actrice Isa Hoes. De ouders van Hoes waren actief lid van de VVD. Zijn moeder was acht jaar lid van de gemeenteraad van 's-Hertogenbosch. Zijn grootvader was gemeenteraadslid en locoburgemeester van de Noord-Brabantse gemeente Sint-Michielsgestel.
Hoes werd noch joods, noch rooms-katholiek opgevoed. Zijn ouders gaven hem de ruimte zelf een religieuze afweging te maken. Later koos hij voor een joodse invulling.
Van 1980 tot en met 1984 studeerde Hoes commerciële economie aan de HEAO in Eindhoven. Van 1989 tot in 2001 was hij als agent en importeur werkzaam bij de textielgroothandel van zijn ouders. Op 29 juni 2001, enkele maanden na de invoering van het homohuwelijk in Nederland, trad Hoes in het burgerlijk huwelijk met tv-presentator en theaterproducent Albert Verlinde. Op 15 oktober 2014 kondigden zij aan te gaan scheiden. Ze bleven echter getrouwd.

### Politieke loopbaan
Hoes was vanaf de jaren zeventig actief binnen de liberale jongerenorganisatie JOVD en vervolgens bij de VVD. Hij was van 1986 tot in 1992 voorzitter van de VVD in 's-Hertogenbosch en werd in 1992 lid van de Provinciale Staten van Noord-Brabant en in 1993 lid van de gemeenteraad van 's-Hertogenbosch. Vanaf 2001 tot 2010 was hij lid van de Gedeputeerde Staten van de provincie Noord-Brabant; van 2001 tot 2007 als gedeputeerde van Economische Ontwikkeling en Internationale Betrekkingen en vervolgens van 2007 tot 2010 als gedeputeerde voor ecologie.
In december 2007 stelde Hoes zich kandidaat om landelijk voorzitter van de VVD te worden. Hij verloor in een ledenraadpleging van toenmalig burgemeester van Rotterdam Ivo Opstelten.
Op 16 september 2010 werd Hoes door de gemeenteraad van Maastricht voorgedragen als nieuwe burgemeester van Maastricht en op 1 oktober werd hij door de ministerraad benoemd per 1 november dat jaar. Hij is de eerste Joodse burgemeester van Maastricht.
Als burgemeester werd hij in 2012 verantwoordelijk voor de invoering van de wietpas in Maastricht. Hij sprak zich in de media negatief uit over deze pas en probeerde om, ondanks een gerechtelijke uitspraak, coffeeshops te verbieden om softdrugs te verkopen aan buitenlanders. Nadat coffeeshops doorgingen met de verkoop van softdrugs aan buitenlanders liet hij door de politie enkele panden binnenvallen.
In december 2013 moest Hoes zich verantwoorden na incidenten in zijn persoonlijke levenssfeer die publiek werden. Na overleg met de fractievoorzitters bleef hij aan als burgemeester. Een jaar later, in december 2014, moest hij zich opnieuw om dezelfde redenen verantwoorden aan de gemeenteraad. Ook had hij toen screenshots van zijn werkagenda doorgestuurd aan iemand die hij amper kende, wat hem eveneens op kritiek kwam te staan. Een meerderheid van de fracties liet vervolgens achter de schermen weten geen vertrouwen meer in hem te hebben. Op 10 december 2014 stelde hij daarop zijn functie ter beschikking met ingang van het aantreden van zijn opvolger. De gemeenteraad hoorde dit pas na het indienen van zijn ontslagbrief, maar ging er wel mee akkoord. Een direct vertrek en het ijlings benoemen van een waarnemer werd als een slechtere optie beschouwd. Hij is per 1 juli 2015 als burgemeester opgevolgd door Annemarie Penn-te Strake. Op 27 juni nam hij officieel afscheid van de gemeente Maastricht. Bij die gelegenheid vertelde hij dat het ondertekenen van de ontslagbrief voor hem het moeilijkste moment van zijn leven was geweest. In plaats van een receptie werd hem een culturele uitvoering aangeboden.
Hoes werd per 28 november 2017 benoemd tot waarnemend burgemeester van de gemeente Haarlemmermeer. Hij volgde daarmee Theo Weterings op, die per die datum burgemeester van Tilburg werd. Het was de bedoeling dat Hoes in ieder geval aanbleef tot aan de fusie van Haarlemmermeer met de gemeente Haarlemmerliede en Spaarnwoude op 1 januari 2019. Op 1 januari 2019 werd zijn rol als waarnemer verlengd voor de nieuwe gemeente Haarlemmermeer. Hoes maakte op 26 maart 2019 publiekelijk bekend dat hij ondanks eerdere signalen niet zou solliciteren voor het burgemeesterschap van Haarlemmermeer maar wel tot 10 juli 2019 als waarnemend burgemeester zou aanblijven. Op 3 juni 2019 werd Marianne Schuurmans-Wijdeven door de gemeenteraad van Haarlemmermeer voorgedragen als nieuwe burgemeester. Met ingang van 10 juli 2019 is zij burgemeester van Haarlemmermeer.
Met ingang van 15 november 2022 werd Hoes benoemd tot waarnemend burgemeester van Roermond nadat Rianne Donders-de Leest per 1 november dat jaar was gestopt als burgemeester. Op 20 september 2023 werd Yolanda Hoogtanders burgemeester van Roermond.
Per 1 september 2025 is Hoes benoemd tot waarnemend burgemeester van Tilburg.

### Nevenfuncties
Van 2010 tot 2015 was Hoes onbezoldigd voorzitter van het Centrum Informatie en Documentatie Israel (CIDI). In september 2009 werd Hoes gekozen tot voorzitter van de Stichting Nationale Boomfeestdag. Hoes is verder lid van de Taskforce Biodiversiteit en Natuurlijke Hulpbronnen. Deze taskforce is bedoeld om het kabinet suggesties te doen voor het behoud en duurzaam gebruik van biodiversiteit op de langere termijn. Op 23 april 2016 werd Hoes te Goirle gekozen tot voorzitter van de VVD Regio Zuid, een samenvoeging van de Kamercentrales Brabant, Limburg en Zeeland.
Vanaf 1 april 2016 had hij voor twee dagen in de week een tijdelijke betrekking bij het Centraal Orgaan opvang Asielzoekers (COA) waar hij zich als bestuurlijk adviseur bezighield met het verbeteren van de relatie met onder andere gemeenten en provincies. Van 1 oktober 2016 tot 1 oktober 2018 was Hoes voorzitter van het Schakelteam Personen met Verward Gedrag, de opvolger van het aanjaagteam verwarde personen. Van 1 oktober 2018 tot het einde van 2018 was hij nog korte tijd kwartiermaker om een vervolg te geven aan het Schakelteam Personen met Verward Gedrag. Vlak na de gemeenteraadsverkiezingen van 2018 werd hij met Roel van Gurp (GroenLinks) in Eindhoven aangesteld als informateur.
Sinds 2017 is Hoes bestuurslid van het United World College Maastricht. Daarnaast is hij eigenaar van Onno Hoes Advies & Begeleiding en sinds 1 juni 2019 bestuurslid van het Nationaal Comité 4 en 5 mei. Van 1 augustus 2019 tot 14 september 2022 was Hoes voorzitter van de NVM. In 2020 stopte hij als voorzitter van de VVD regio Zuid en is hij als vicevoorzitter lid van het hoofdbestuur van de VVD. Sinds de benoeming van Christianne van der Wal als minister voor Natuur en Stikstof in het kabinet-Rutte IV fungeerde Hoes als waarnemend partijvoorzitter van de VVD. Vanaf juli 2022 werd Hoes tevens kandidaat-partijvoorzitter van de VVD. Op 7 oktober 2022 werd Eric Wetzels verkozen tot partijvoorzitter van de VVD. Hoes keerde terug in de functie van vicevoorzitter. Hij bleef in die functie tot en met 3 juni 2024.
Hoes is onder andere lid van de raad van commissarissen van MVV Maastricht, voorzitter van de raad van toezicht van het Nederlands Instituut voor Beeld en Geluid, vicevoorzitter en penningmeester van Indoor Brabant, lid curatorium van de TeldersStichting en lid van de raad van toezicht van Nationaal Monument Kamp Vught.

### Door Hoes aangespannen rechtszaak
Hoes deed aangifte tegen PowNed en een 20-jarige student wegens smaad en laster voor het maken van heimelijke privéopnamen en het uitzenden daarvan, en heeft ook een civiele procedure aangespannen met diverse eisen (zie ook boven). Het OM seponeerde de zaak, maar in een civiele procedure oordeelde de Rechtbank Amsterdam dat de omroep onrechtmatig had gehandeld door de opnamen uit te zenden. De omroep mocht de opnamen wel maken maar de gesprekken brachten geen misstand aan het licht. Daarom was uitzenden van de opnamen niet toegestaan. De rechtbank oordeelde dat de student niet onrechtmatig had gehandeld. In een door Hoes aangespannen artikel 12 Sv-procedure heeft het gerechtshof in Amsterdam het Openbaar Ministerie opdracht gegeven tot strafrechtelijke vervolging van zowel PowNed als de student. In hoger beroep is bepaald dat de actie niet onrechtmatig was.

### Onderscheiding
Hoes werd op 26 april 2022 benoemd tot officier in de Orde van Oranje-Nassau.